# Huacramarca
Huacramarca (Quechua ancashino, waqra: cuerno, marka: aldea), es un sitio arqueológico peruano localizado en una ontaña del mismo nombre, en el distrito de Chacas, provincia de Asunción, región Áncash. El yacimiento se sitúa al suroeste de la ciudad de Chacas, cerca del pueblo de Huallin, sobre una altitud de 4.150 metros.

## Historia
Huacramarca fue habitada por miembros del grupo étnico huari y su ocupación inició durante el período Intermedio Tardío (1200  d. C.). inmediatamente después de la caída del imperio wari. El asentamiento se situó a 4000 m s. n. m., en la cúspide de un cerro que dominaba los valles de Potaca y Vesubio. A falta de un centro administrativo estatal (como lo fue Huilcahuaín para el Callejón de Huaylas y esta zona de Chacas) que uniera las poblaciones locales, política y religiosamente, la población terminó agrupándose en pequeñas tribus aisladas desarrollando actividades productivas separadas y practicando el trueque con otros asentamientos de la zona. Se cree que Huacramarca albergó a buena parte de su población dedicada al pastoreo de auquenidos en el valle del río Potaca. Las principales tribus unidas por el idioma, costumbres y religión, se organizaron en reinos o señoríos, dando lugar al señorío de Huari; este y los señoríos de pincos, piscobambas, sihuas y conchucos conformaron la nación de los conchucos, en el territorio actual de la Sierra Oriental de Áncash.